# Hans Förster (Schauspieler)
Hans Förster (24. Dezember 1852 in Halle – 10. Januar 1892 in Braunschweig) war ein deutscher Theaterschauspieler und -regisseur.

## Leben
Förster, von seinem Vater August Förster und dem Vortragsmeister Alexander Strakosch vorgebildet, ergriff die Schauspielerlaufbahn im Herbst 1872 am Stadttheater in Brünn, war dann in Rostock, Chemnitz, Mainz von 1877 bis 1822 am Stadttheater in Leipzig, unter der Direktion seines Vaters, von 1883 bis 1884 in Nürnberg, von 1884 bis 1887 in Budapest engagiert, bis er im letztgenannten Jahre einen Ruf ans Braunschweiger Hoftheater erhielt (Antrittsrolle: „Narciß“). Dort wirkte er als Charakterschauspieler und Regisseur und starb daselbst am 10. Januar 1892.
Verheiratet ab April 1885 war er mit der Schauspielerin Emmy Mauthner, sein Bruder Heinrich Förster war ebenfalls Schauspieler.